# Mathilde Kühnert
Mathilde Kühnert, geb. Dillenz (* 16. September 1874 in Talheim (Württemberg); † 10. August 1957 in Schussenried), war eine deutsche Politikerin (Zentrum). Neben Mathilde Planck war sie die erste Ulmerin, die ein Landtagsmandat errang.

## Leben
Mathilde Kühnert wurde in sehr einfache Verhältnisse hinein geboren. Ihr Vater, Johannes Dillenz, war Arbeiter. Sie selbst hatte fünf Geschwister und zwei Halbgeschwister. 1900 heiratete sie in Leipzig den Eisendreher Paul Kühnert. Die Ehe war kinderlos. 
Ab 1913 lebte das Ehepaar in Ulm, wo Mathilde Kühnert als Fabrikpflegerin arbeitete, eine Tätigkeit, die heute mit dem Beruf der Sozialarbeiterin vergleichbar wäre. Im Mai 1926 adoptierte das Ehepaar die bereits seit November 1925 bei ihnen wohnende Gertrude (* 1920), deren Eltern verstorben waren.
Ihr Mann starb im Juli 1934. Nach der Zerstörung ihrer Wohnung durch einen Bombenangriff am 1. März 1943 zog sie mit ihrer Adoptivtochter nach Schussenried. Dort starb sie am 10. August 1957, wenige Wochen vor Vollendung ihres 83. Lebensjahres.

## Politische und ehrenamtliche Tätigkeit
Kühnert war Mitglied der Deutschen Zentrumspartei in Württemberg. Bei den Wahlen zur Verfassunggebenden Landesversammlung für Württemberg am 12. Januar 1919 stand sie nach Luise Rist als zweite Frau auf Platz 15 der Landesliste ihrer Partei. Als eine von 13 Frauen errang sie eines der insgesamt 150 Landtagsmandate. Sie war stellvertretendes Mitglied im Verfassungsausschuss in Württemberg. Aus nicht bekannten Gründen trat Kühnert bei den folgenden regulären Landtagswahlen am 6. Juni 1920 nicht mehr an.
Kühnert gehörte außerdem dem Vorstand des Landesausschusses der Württembergischen Katholischen Arbeitervereine an und war von 1928 bis 1933 Mitglied des Gemeinderats in Ulm. 